# Dragons Lair
Dragons Lair var en butikskæde som specialiserede sig i salg af spil og udstyr til spil. Kæden var også kendt for at afholde spilrelaterede events. Den første butik blev grundlagt i 1996 i Roskilde.
Sortimentet spændte over rollespil, både Live Action Roleplay og mere traditionelt bordrollespil, brætspil, kortspil (som Magic, Yu-Gi-Oh! og Pokémon) og figurspil. Kæden solgte hardballspil via salgsnavnet Airsoft Armoury.
Kæden havde tidligere butikker i Roskilde, Esbjerg, Aalborg, Odense og Aarhus, som nu er lukkede, eller under andet navn.
I 2019 fusionerede kæden Dragons Lair med den lignende butikskæde Faraos Cigarer under Faraos Cigarers brand.